# شريف حمودة
شريف حمودة مخرج مصري من مواليد 6 يناير 1926.
بدأ شريف حمودة حياته المهنية في بداية الخمسينات كمساعد مخرج فأفلام مثل: (من غير وداع) 1951، (اللص الشريف) 1953، و(شياطين الجو) 1956.
ثم أخرج أول أفلامه الروائية الطويلة عام 1985 وكان بعنوان (تجار السموم).

## أفلامه
شارك شريف حمودة في بطولة عدة أفلام مثل:
- (وهيبة ملكة الغجر) 1951
- (سمراء سيناء) 1959
- (حب على شاطئ ميامي) 1976.

كما قام بكتابة سيناريو أفلام:
- (الزيارة الأخيرة) 1986
- (خيانة) 1989
- (3 ساعات حرجة) 1989.

## حياته العائلية
تزوج شريف حمودة من الفنانة مديحة كامل  ثم أنفصلا ليتزوج (شريفة طوب صقال) شقيقة الفنانة (شويكار) وأنجب منها أحمد، ثم تزوج الفنانة (ندى بسيوني) وأنجبا مها.